# Latitude Hill
Latitude Hill är en kulle i Australien. Den ligger i kommunen Northampton Shire och delstaten Western Australia, omkring 460 kilometer nordväst om delstatshuvudstaden Perth. Toppen på Latitude Hill är 15 meter över havet, eller 7 meter över den omgivande terrängen. Bredden vid basen är 1,1 km. Latitude Hill ligger på ön North Island.
Latitude Hill är den högsta punkten i trakten. Trakten är glest befolkad. Det finns inga samhällen i närheten.
Stäppklimat råder i trakten. Genomsnittlig årsnederbörd är 270 millimeter. Den regnigaste månaden är juni, med i genomsnitt 51 mm nederbörd, och den torraste är december, med 1 mm nederbörd.